# 栞のテーマ
「栞のテーマ」（しおりのテーマ）は、サザンオールスターズの楽曲。自身の13作目のシングルとして、Invitationから7インチレコードで1981年9月21日に発売された。
1988年6月25日と1998年2月11日に8cmCDとして、2005年6月25日には12cmCDで再発売されている。2014年12月17日からはダウンロード配信、2019年12月20日からはストリーミング配信が開始されている。

## 背景
前作「Big Star Blues」から3か月ぶりに発売された作品。1981年7月21日に発売された4枚目のオリジナル・アルバム『ステレオ太陽族』に収録されている2曲をリカットして発売したシングルである。

## チャート成績
本作の累計売上はシングルカットということもあり、5.5万枚（オリコン調べ）という売り上げを記録している。
2005年に12cmCDシングルのリマスター盤が発売されると、それまでのオリコン週間ランキングでの最高位44位を、35位に更新した。

## 収録曲
- 収録時間：8:27

1. 栞のテーマ (4:31)
（作詞・作曲:桑田佳祐　編曲:サザンオールスターズ）
映画『モーニング・ムーンは粗雑に』挿入歌[注釈 1]。モンクレール CMソング。アシックス「アシックス・ジャケット」CMソング。
8分の6拍子・3連符のロッカバラード[6]。タイトルの「栞」とは、映画『モーニング・ムーンは粗雑に』に登場する范文雀が演じる女性の役名である[注釈 2]。
貫地谷しほりの「しほり」[注釈 3]、金子栞（元SKE48）の「栞」、トミタ栞の「栞」、ももいろクローバーZの玉井詩織の「詩織」[8]、新山詩織の「詩織」[9]、佐藤栞里の「栞里」[10]は、この歌にちなんで名づけられた[5]。特に玉井に関しては『週刊ナイナイミュージック』（フジテレビ系列）2023年10月11日放送分の企画で『茅ヶ崎ライブ2023』終演後のサザンのメンバーと対面を果たしており、その際に先述した名前の由来の経緯を桑田に直接伝えることが出来た[11]。また、これを聞いた桑田は「（僕が）名付け親みたいなもんですね」と自慢し、笑いを誘った[11]。また、2024年9月23日の『ROCK IN JAPAN FESTIVAL 2024』でサザンとももクロが共演した際には、桑田がステージの締めのコメントを玉井に求めた。玉井はその際に号泣しながら「桑田さんのおかげで、詩織という名前になりました。ありがとうございます!」と感謝の言葉を叫び、拍手喝采を浴びた[12][13]。
サザンを敬愛する藤井フミヤは、一番好きな楽曲としてこの曲を挙げた[14]。
落語家の古今亭志ん朝の告別式の出棺の音楽には本楽曲が使用された。理由としては志ん朝自身がカラオケでよく歌うほどサザンの楽曲を好んでいたことが挙げられている[15][16]。なお、桑田も志ん朝の落語を愛聴していることをたびたび公言している[17]。
2. My Foreplay Music (3:55)
（作詞・作曲:桑田佳祐　編曲:サザンオールスターズ）
映画『モーニング・ムーンは粗雑に』挿入歌。サントリー『トリスウイスキー』CMソング。
ダイレクトに男女の性行為を歌っている[18]。タイトルのForeplayとは前戯のことを指す[19]。
ビリー・ジョエルの「レイナ」がアレンジの下敷きになっている[20]。

## 参加ミュージシャン
- 桑田佳祐:Vocal, Guitar(#1,2)
- 大森隆志:Guitar, Chorus(#1,2)
- 原由子:Keyboards, Chorus(#1,2)
- 関口和之:Bass, Chorus(#1,2)
- 松田弘:Drums, Chorus(#1,2)
- 野沢秀行:Percussion, Chorus(#1,2)

## 収録アルバム
| 曲名              | 作品名                                    | 備考                                           |
| ----------------- | ----------------------------------------- | ---------------------------------------------- |
| 栞のテーマ        | ステレオ太陽族                            |                                                |
| 栞のテーマ        | SOUTHERN ALL STARS BEST ONE '82           | カセットテープのみでの発売のため、現在は廃盤。 |
| 栞のテーマ        | Shout!                                    | カセットテープのみでの発売のため、現在は廃盤。 |
| 栞のテーマ        | すいか SOUTHERN ALL STARS SPECIAL 61SONGS | 数量限定商品のため、現在は廃盤。               |
| 栞のテーマ        | HAPPY!                                    | 数量限定商品のため、現在は廃盤。               |
| 栞のテーマ        | 海のYeah!!                                |                                                |
| My Foreplay Music | ステレオ太陽族                            |                                                |
| My Foreplay Music | SOUTHERN ALL STARS BEST ONE '82           | カセットテープのみでの発売のため、現在は廃盤。 |
| My Foreplay Music | すいか SOUTHERN ALL STARS SPECIAL 61SONGS | 数量限定商品のため、現在は廃盤。               |
| My Foreplay Music | HAPPY!                                    | 数量限定商品のため、現在は廃盤。               |

## ミュージック・ビデオ収録作品
| 曲名              | 作品名 |
| ----------------- | ------ |
| 栞のテーマ        | 未収録 |
| My Foreplay Music | 未収録 |

## ライブ映像作品
| 曲名              | 作品名                                                                                                  | 備考 |
| ----------------- | --- | --- |
| 栞のテーマ        | ホタル・カリフォルニア                                                                                  | |
| 栞のテーマ        | 1998 スーパーライブ in 渚園                                                                             | |
| 栞のテーマ        | シークレットライブ'99 SAS 事件簿 in 歌舞伎町                                                            | |
| 栞のテーマ        | FILM KILLER STREET (Director's Cut) & LIVE at TOKYO DOME                                                | |
| 栞のテーマ        | 桑田佳祐の音楽寅さん 〜MUSIC TIGER〜 あいなめBOX                                                        | 桑田佳祐ソロ名義の作品。DISC 5「♯19 桑田佳祐&SUPER MUSIC TIGERS 野外ライブ In 山中湖」に収録。                                  |
| 栞のテーマ        | 宮城ライブ 〜明日へのマーチ!!〜                                                                         | 桑田佳祐ソロ名義の作品。原由子との弾き語りセッション。                                                                          |
| 栞のテーマ        | おいしい葡萄の旅ライブ –at DOME & 日本武道館-                                                           | |
| 栞のテーマ        | 茅ヶ崎ライブ2023                                                                                        | |
| My Foreplay Music | 武道館コンサート                                                                                        | |
| My Foreplay Music | ホタル・カリフォルニア                                                                                  | |
| My Foreplay Music | シークレットライブ'99 SAS 事件簿 in 歌舞伎町                                                            | |
| My Foreplay Music | SUMMER LIVE 2003「流石だスペシャルボックス」胸いっぱいの “LIVE in 沖縄” & 愛と情熱の “真夏ツアー完全版” | |
| My Foreplay Music | FILM KILLER STREET (Director's Cut) & LIVE at TOKYO DOME                                                | |
| My Foreplay Music | 宮城ライブ 〜明日へのマーチ!!〜                                                                         | 桑田佳祐ソロ名義の作品。原由子との弾き語りセッション。                                                                          |
| My Foreplay Music | SUPER SUMMER LIVE 2013 「灼熱のマンピー!! G★スポット解禁!!」 胸熱完全版                                 | |
| My Foreplay Music | 茅ヶ崎ライブ2023                                                                                        | 2番カット、一部歌詞変更 |
| My Foreplay Music | THANK YOU SO MUCH                                                                                       | 完全生産限定盤のスペシャルディスクに収録。『ROCK IN JAPAN FESTIVAL 2024 in HITACHINAKA』での歌唱シーン。2番カット、一部歌詞変更 |

## カバー
栞のテーマ
- 玉井詩織（ももいろクローバーZ） - 「坂崎幸之助のももいろフォーク村NEXT」（フジテレビNEXT）2015年5月28日放送分にて[21]。ちなみに本人の名前の由来は前述したとおりであり、サザンの楽曲に対する思い入れは強く、「栞のテーマ」の他にもアップテンポな楽曲をカヴァーしたい意向を後年に示している[22]。